# JOO (가수)
JOO(본명: 정민주, 1990년 10월 11일~)는 대한민국의 가수이다.  2006년 3월 영재 가수 발굴 프로젝트 프로그램인 SBS 《슈퍼스타 서바이벌》 본선에 진출했으나 6차 관문에서 탈락하였다. 그러나 그녀의 가능성을 알아본 프로듀서 박진영에 의해 발탁되었고, 약 2년간의 트레이닝 후 2008년 1월 11일 KBS 뮤직뱅크에서 데뷔곡 "남자 때문에"로 데뷔하였다. 고등학생이 되며 트레이닝을 받았다. 2011년 2년 만에 미니앨범 Heartmade를 발매하고 타이틀곡 〈나쁜 남자〉로 활동하였다. 2015년 4월 7일 울림엔터테인먼트로 이적한다. 2015년 11월 2일, 5년간의 오랜 공백기를 깨고 디지털 싱글 〈울고 분다〉로 컴백했다.

## 학력
- 죽전중학교 (졸업)
- 한국예술고등학교 음악과 (졸업)
- 동국대학교 연극학부 (학사)

## 음반 목록

### 정규 앨범
| 앨범 번호 | 앨범 정보                                    | 트랙 리스트               |
| --------- | -------------------------------------------- | ------------------------- |
| 1         | 《어느 늦은 아침》 - 발매일: 2017년 5월 26일 | 1. 어느 늦은 아침 (Inst.) |

### 미니 앨범
| 앨범 번호 | 앨범 정보                              | 트랙 리스트          |
| --------- | -------------------------------------- | -------------------- |
| 1         | 《Heartmade》 - 발매일: 2011년 1월 4일 | 1. 나쁜 남자 (Inst.) |

### 싱글 앨범
| 앨범 번호 | 앨범 정보                                    | 트랙 리스트                |
| --------- | -------------------------------------------- | -------------------------- |
| 1         | 《어린 여자》 - 발매일: 2008년 1월 10일      | 1. 어제처럼 (MR)           |
| 2         | 《아이스크림》 - 발매일: 2011년 5월 16일     | 1. 아이스크림 (With. 이특) |
| 3         | 《울고 분다》 - 발매일: 2015년 11월 2일      | 1. 울고 분다               |
| 4         | 《어느 늦은 아침》 - 발매일: 2017년 5월 26일 | 1. 어느 늦은 아침          |

### 참여 앨범
- 2007년 〈초연(怊緣)〉 - 한성별곡 OST
- 2008년 〈그게 사랑이야〉 - 아빠 셋 엄마 하나 OST
- 2008년 〈색 (色) 〉 - 바람의 화원 OST
- 2008년 〈우리들의 행복한 시간〉 - 타우
- 2010년 〈뒤돌아봐〉 - 신데렐라 언니 OST
- 2010년 〈Shooting Star〉 - 스니커
- 2010년 〈원하잖아〉 - 산이
- 2010년 〈This Christmas〉 - JYP Nation
- 2011년 〈드림하이〉 - 드림하이 OST
- 2012년 〈기대했단 말야〉 - 샐러리맨 초한지 OST
- 2014년 〈넌 나의 천사〉 - 비투비

## 출연 작품
| 연도 | 분류           | 장르          | 제목                           | 역할     | 비고       |
| ---- | -------------- | ------------- | ------------------------------ | -------- | ---------- |
| 2008 | Mnet           | 예능          | 골든힛트쏭                     | 진행     | with. 허참 |
| 2008 | KBS1           | 예능          | 가족오락관                     | 게스트   |            |
| 2010 | 영화           | 전쟁          | 작은 연못                      | 피난민들 | 단역       |
| 2011 | KBS 월화드라마 | 학교          | 드림하이                       | 정아정   | [ 3 ]      |
| 2011 | 공연           | 뮤지컬        | 젊음의 행진                    | 오영심   |            |
| 2012 | 공연           | 뮤지컬        | 캐치 미 이프 유 캔             | 브렌다   |            |
| 2013 | 영화           | 멜로 / 로맨스 | 결혼전야                       | 아름     |            |
| 2014 | 공연           | 뮤지컬        | 풀 하우스                      | 한지은   |            |
| 2017 | KBS2           | 오디션        | 아이돌 리부팅 프로젝트 더 유닛 | 참가자   |            |

## 수상 내역
- 2008년 싸이월드 디지털 뮤직 어워드 1월의 Rookie of the Month